# Erik Ulrich
Erik Otto Ulrich, född 5 januari 1862 i Hedvig Eleonora församling, Stockholm, död 8 augusti 1934 i Gonäs, Ludvika församling, Kopparbergs län, var en svensk arkitekt.

## Liv och verk

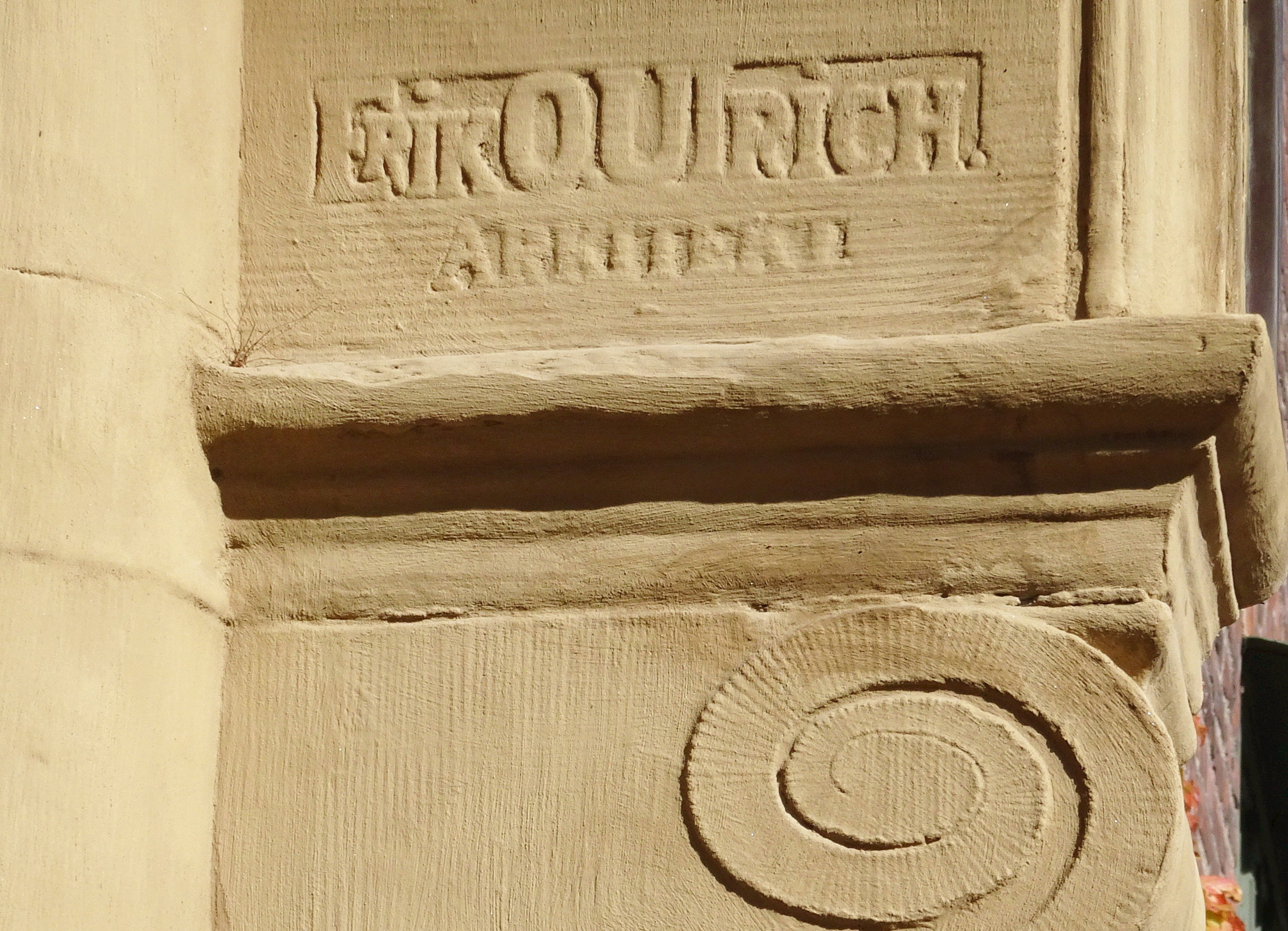
Namnet på Tofslärkan 12.

Ulrich var son till borgmästaren Arwid Ulrich och Beata Helleday, och bror till Arvid Ulrich. Han examinerades från Kungliga Tekniska högskolan 1883 och studerade vid Kungliga Akademien för de fria konsterna mellan 1885 och 1886. Han började sin bana som anställd på arkitektkontor; 1883–1885 i Stockholm, och 1888–1889 i Gävle. Från 1889 praktiserade han som privat arkitekt i huvudstaden. 
Ulrich ritade bland annat Gevaliapalatset i Gävle, Stockholms arbetarhem, ett arbetarbostadskomplex om 214 lägenheter vid Fridhemsplan i Stockholm samt ett flertal villor i Djursholm och Stockholms skärgård. Han har även ritat Sankt Sigfrids kyrka i Aspudden, Stockholm, ett kapell i Kristinehamn samt ett församlingshem i Uppsala (numera Vindhemskyrkan) för Stiftelsen Goda herdars minne år 1902. I kvarteret Blåmannen i Stockholm uppfördes 1902 Templarordens hus (numera rivet) efter hans ritningar. 
I Lärkstaden stod han för utformningen av stadsvillan Tofslärkan 12 för sin yngre bror Carl Johan Ulrich. Vid husets entré syns Erik O. Ulrich i putsen samt årtalen 1909–10 och initialerna C J E som står för byggherren Carl Johan Ulrich och E Ö som står för byggmästaren Carl Eugen Öfverberg.
Ulrich var bosatt i Gonäs i Dalarna från 1920. Han är begravd på Solna kyrkogård.

## Bilder av verk i urval

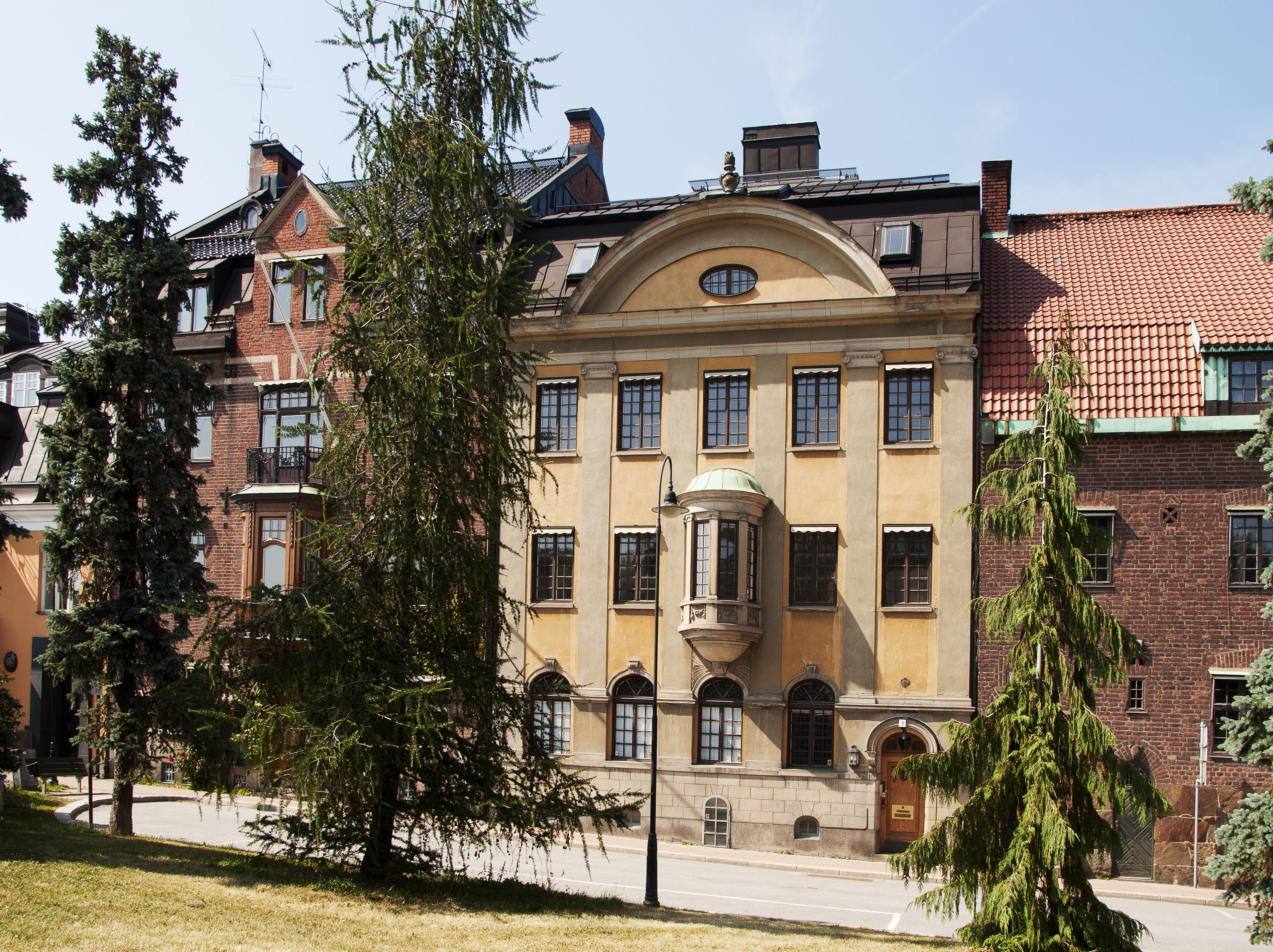
Tofslärkan 12, Tyrgatan 7, Stockholm 1910
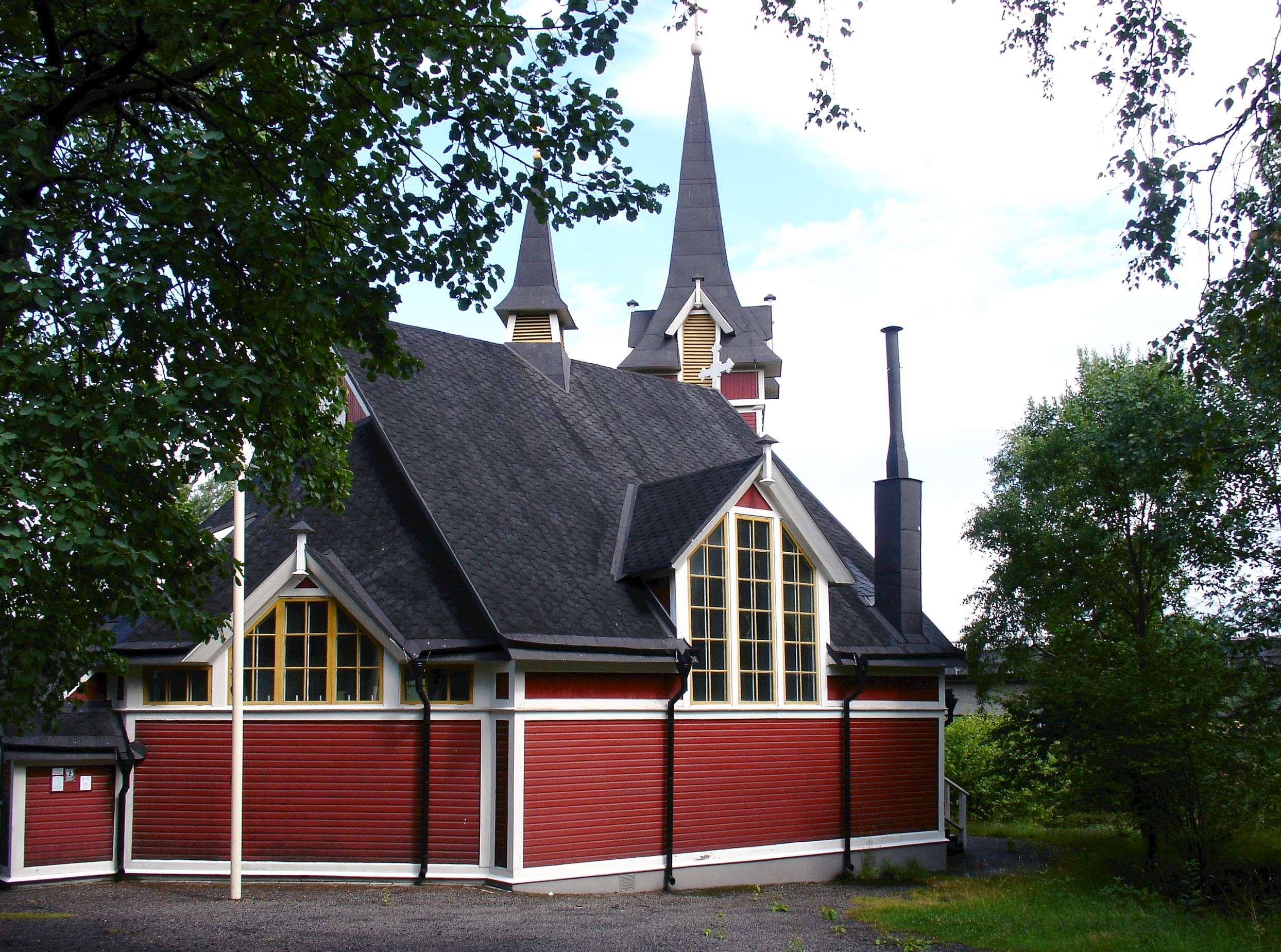
Sankt Sigfrids kyrka, Aspudden, Stockholm, 1900
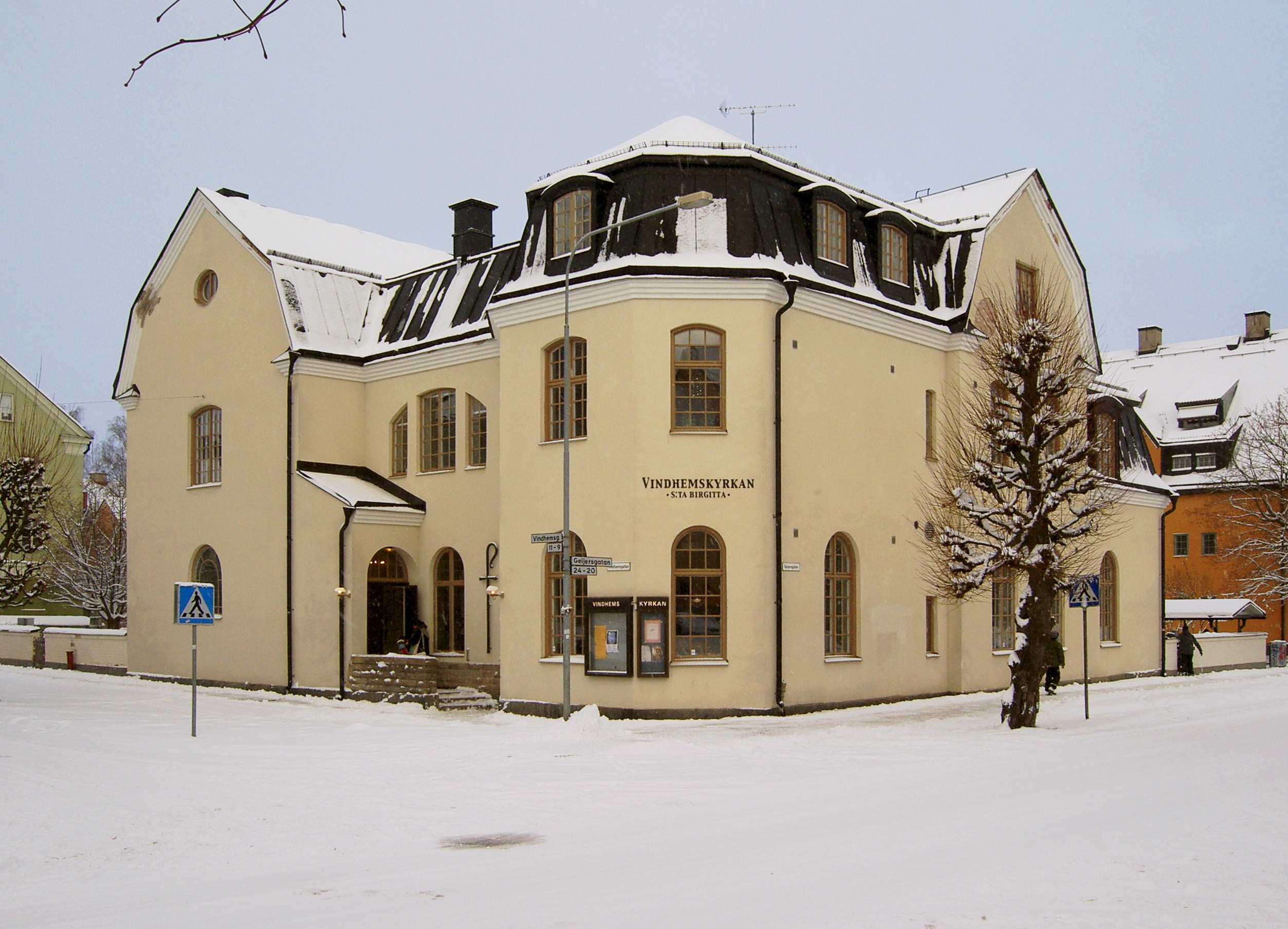
Vindhemskyrkan, f.d. församlingshem, Uppsala, 1902
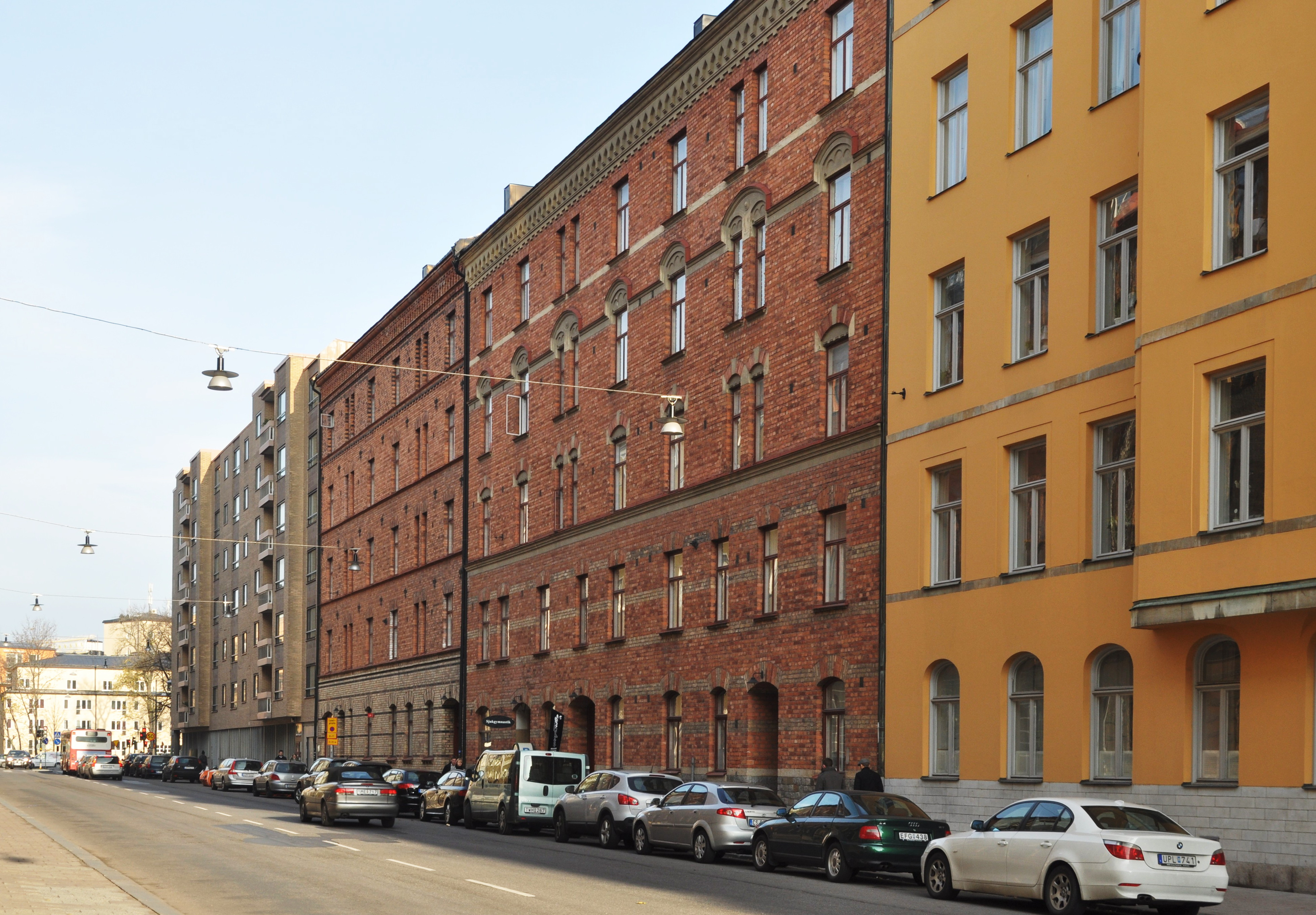
Stockholms arbetarhem, Sibyllegatan 50-52, 1897
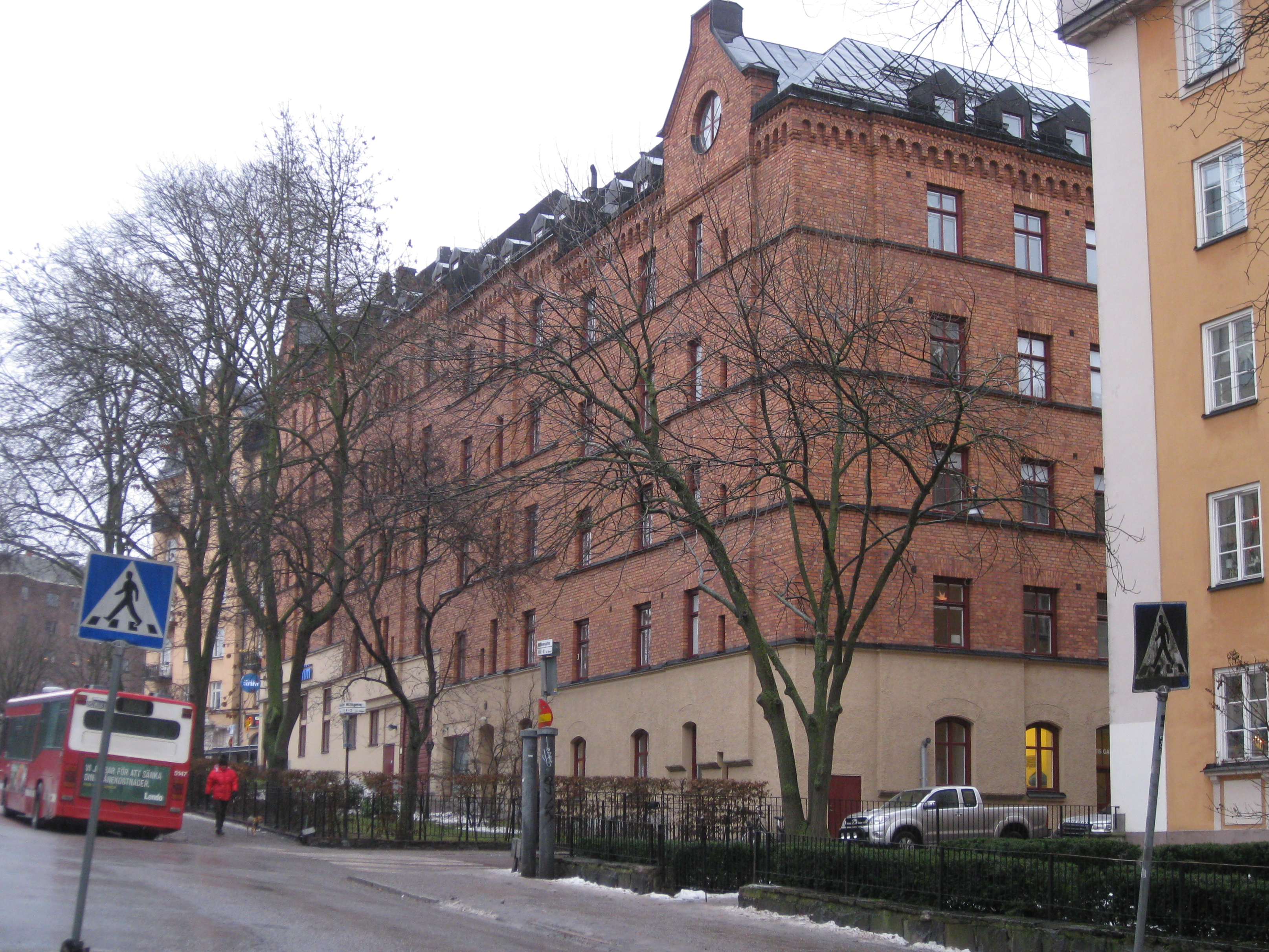
Tegeltraven vid Fridhemsplan, 1898